# José Luis Panizo
José Luis López Panizo (Sestao, Vizcaya, 12 de enero de 1922 - Portugalete, Vizcaya, 14 de febrero de 1990), conocido como Panizo, fue un futbolista español que jugó en el Athletic Club, la S. D. Indauchu y la selección española durante los años 1940 y 1950.

## Trayectoria
Panizo jugó primero en equipos de barrio, Puerto Nuevo y Arsenal, y posteriormente ingresó en el Sestao S. C. en la temporada 1938/39. Participó en un partido del Torneo Nacional con el Athletic Club, que estaba plagado de jóvenes promesas como Gaínza, Echevarría o Makala, justo al finalizar la Guerra Civil.
Hizo su debut en Primera División con el Athletic Club el 3 de diciembre de 1939. Era la jornada inaugural de la temporada 1939/40, primera temporada oficial después del conflicto bélico. Panizo se hizo con el hueco que había dejado José Iraragorri, en aquel momento en México. Fue miembro de la plantilla del Athletic que ganó la Liga y la Copa en 1942/43, y la Copa tres años consecutivos entre 1943 y 1945. Jugó 413 partidos con el Athletic, de ellos 325 en la Liga, y marcó 136 goles en la Liga en 16 temporadas. Fue uno de los cinco integrantes de la segunda delantera histórica del Athletic Club junto a Iriondo, Venancio, Zarra y Gainza.
Su estilo, muy técnico y afecto al pase, particular y adelantado en el contexto del fútbol español de su época, empezó a ser mejor comprendido y más valorado tras la visita de San Lorenzo de Almagro a San Mamés en 1947. Entonces, los aficionados notaron como el juego de los argentinos —que causaba sensación alrededor del país ibérico— se asemejaba mucho al de Panizo, lo que los sorprendió sobremanera ("¡Anda, si juegan todos como Panizo!").
Terminó su vida deportiva en el S. D. Indautxu, en la temporada 1955-56, donde coincidió con Telmo Zarra.
Falleció el 14 de febrero de 1990, con apenas 68 años.

## Clubes
| Club                        | País   | Año         |
| --------------------------- | ------ | ----------- |
| Athletic Club               | España | 1939 - 1955 |
| Sociedad Deportiva Indauchu | España | 1955 - 1956 |

## Selección nacional
Panizo debutó con la selección el 23 de junio de 1946 ante Eire. En total, jugó 14 partidos, en los que marcó 2 goles.  
Fue miembro de la escuadra española en el Mundial de Brasil 1950, donde fue titular en cuatro de los seis partidos de la competición.

## Palmarés
| Título                     | Club          | País   | Año     |
| -------------------------- | ------------- | ------ | ------- |
| Primera División de España | Athletic Club | España | 1942-43 |
| Copa del Generalísimo      | Athletic Club | España | 1943    |
| Copa del Generalísimo      | Athletic Club | España | 1944    |
| Copa del Generalísimo      | Athletic Club | España | 1945    |
| Copa del Generalísimo      | Athletic Club | España | 1950    |
| Copa Eva Duarte            | Athletic Club | España | 1950    |
| Copa del Generalísimo      | Athletic Club | España | 1955    |